# Istenszülő születése székesegyház (Rosztov-na-Donu)
Az Istenszülő születése székesegyház (oroszul: Кафедральный собор во имя Рождества Пресвятой Богородицы) az oroszországi Rosztov-na-Donu városának legnagyobb orosz ortodox temploma, és a Rosztovi és Novocserkasszki Ortodox Egyházmegye székesegyháza.

## Története

### Előzmények
A 18. század végén, a katonák, polgárok és kereskedők nagyarányú külvárosi áttelepítése után a városi hatóságok úgy döntöttek, hogy templomot építenek a Szűzanya tiszteletére. A templomot 1781. február 20-án alapították, és 1781. szeptember 5-én nyitották meg. Azonban alig tíz évvel később, 1791. december 27-én egy villámcsapás miatt az épület leégett.
A város akkori polgármestere, a kereskedő M. Naumov kérvényt nyújtott be Gavriil metropolitához, aki a jekatyerinoszlavi egyházmegye vezetője volt és Rosztov területét felügyelte az új templom felépítéséről. 1795-ben ugyanezen a helyen megkezdődtek az Istenszülő születése születése templom építési munkálatai. A templom 1822-ben a Szent Szinódus rendeletére székesegyházi rangot kapott.

### A jelenlegi templom
A város lakosságának gyors növekedése miatt 1854-ben engedélyezték az új kőtemplom építését. A helyén korábban egy kupolás fatemplom állt.
A székesegyház 1854 és 1860 között épült Konsztantyin Andrejevics Thon építész tervei alapján, és külsőleg hasonlít más, az ő tervei alapján épült templomokra: különösen a moszkvai Megváltó Krisztus-székesegyházra, a szentpétervári Szemjonov-ezred emléktemplomára és a petrozavodszki Szentlélek-székesegyházra.
Az építkezés főkurátora Konsztantyin Mihajlov-Nefijedov templomigazgató volt. I. Sz. Pancsenko, Rosztov örökös díszpolgára költségén kifestették a székesegyház falait, ikonokat vásároltak, értékes templomi kerítést készítettek, és értékes kereszteket helyeztek el a kupolákon. A négyemeletes harangtornyot 1887-ben emelték.
Miután 1920 elején a bolsevikok elfoglalták a várost, megkezdődött az ortodox egyház üldözése. Hamarosan a székesegyház épületeit és a harangtornyot téglafallal vették körül, a déli, vásárcsarnokra néző festményt eltüntették. 1929-ben a kereszteket lelőtték a kupolákról. 1937-ben a székesegyházat bezárták, és a területén állatkertet nyitottak. Ezután a templom épületét raktáraknak és magtáraknak használták. A háború alatt, 1942-ben, a német csapatok offenzívájánál úgy döntöttek, hogy felrobbantják a harangtornyot. De csak két felső szintet sikerült felrobbantani.
A második világháborús német megszállás alatt, 1942-ben a székesegyházat újra megnyitották. Ekkor megpróbálták felrobbantani a harangtornyot, de csak a felső két szintet sikerült megsemmisíteni. A székesegyház festményeit 1950-ben restaurálták, a templombelsőt pedig 1988-ban rekonstruálták.
A harangtornyot Rosztov-na-Donu város alapításának 250. évfordulójára, 1999-ben állították vissza eredeti formájában.
A székesegyház leggrandiózusabb felújítása 2011-ben kezdődött. A hét évig tartó nagyszabású munkálatok eredményeként archív anyagok alapján a legapróbb részletekig újraalkották a festményeket, kereszteket, és pótolták a 15 harangot. Visszakerültek a székesegyházba a fő szentélyek: a Doni Szűzanya ikonja, a Legszentebb Szűzanya övének egy része és a szent ereklyéket tartalmazó frigyláda. A székesegyház új ereklyéje a taganrogi ereklye. 2019. október 27-én, a 7. Ökumenikus Zsinat szentatyáinak emléknapján Kirill moszkvai pátriárka vezetésével ünnepelték a székesegyház felszentelését, és ő vezette a felújított épület újraszentelési liturgiáját.

## Építészeti jellemzői
A székesegyházat öt aranyozott hagymakupola fedi, alaprajzában görög kereszt alakú, neoorosz-neobizánci stílusban épült kőtemplom. A katedrális keleti részén található háromszintes ikonosztáz eredetileg kápolna formájú volt, tetején gúla alakú kupolával, ám ezt az átépítés során egy hagyományosabb, gazdagon aranyozott ikonosztázra cserélték. A székesegyház udvarán található egy még kisebb templom , melyek titulusa Keresztelő János és Szent Miklós megkeresztelkedése. Az udvarhoz tartozik még a harangtorony és több irodaépület; az egyházmegyei adminisztráció, a moszkvai egyházmegye metropolitájának rezidenciája, a hivatal és az egyházmegyei osztályok és bizottságok; és a Szent Demeter metropolita nevét viselő lelki és oktatási központ.

## Harangtorony
1875-ben harangtornyot emeltek a székesegyház nyugati oldala mellé. A munkát Anton Campioni katonai építészmérnök végezte el D. V. Lebegyeva művész-építész részvételével. Az építkezés a kereskedők költségén valósult meg és 1887-ben készült el.
A harangtorony magassága 75 méter. Külsejéhez a klasszicizmus és a reneszánsz elemeit egyaránt felhasználták. A kupola dobja eredetileg kék volt, aranyozott csillagokkal díszítve. A felső szintre négy számjegyű órát szereltek fel, a középső szinteken a harangokat helyezték el, amelyek közül az elsőt 1887. október 15-én függesztették fel. A nagyharangnak, melyet S. Pancsenko moszkvai műhelyében N. D. Finn öntött, a tömege 1032 pud (16,5 tonna), és október 22-én helyezték el. Ezt a harangot négy kép díszítette: a Legszentebb Theotokosz Szűzanya születése, Szent Pantaleon nagymártír, az Istenanya ibériai ikonja és Szent János evangélista alakja. Úgy tartják, hogy a harangtoronyból 40 versztára is elhallatszott a harangszó. Az építés teljes költségvetése 127 115 rubel és 20 kopejka volt.
1882-ben az első emeleten egy kis kápolnát rendeztek be Szent Miklós tiszteletére.
A második  világháború idején félő volt, hogy a harangtornyot a németek tüzérségi és repülési tájékozódási célpontként használhatják, ezért 1942 júliusában az SZKP területi bizottságának határozata alapján a két felső szintet felrobbantották, a romos második szintet pedig 1949-ben lebontották.
A harangtornyot 1999-ben restaurálták. A helyreállítási projekten Jurij Szolicskin építész dolgozott. Az új harangok a „Vera” MP voronyezsi műhelyében készültek. Ugyanakkor az új harangok nevükben és kisebb méretükben különböznek elődeiktől, mivel a régió akkori szellemi és világi vezetőinek égi patrónusairól nevezték el őket: 
- Szent Pantaleon gyógyító harangja; a harang tömege 4 tonna, neve az egyházmegye akkori metropolitájához kötődik;
- Szent Vlagyimir nagyfejedelem harangja; a harang tömege 2 tonna, a név az akkori kormányzóhoz kapcsolódik;
- Szent Mihály arkangyal harangja; a harang tömege 1 tonna, a név Rosztov polgármesteréhez kapcsolódik;
- Szent Radonyezsi Szergij szerzetes harangja; a harang tömege 0,5 tonna, a név a székesegyház korábbi rektorához kapcsolódik;
- A Legszentebb Istenszülő születésének harangja; a harang tömege 0,25 tonna, nevét a templom patrónusáról kapta.

Annak ellenére, hogy magának a harangtoronynak az üzemeltetése 1999-ben kezdődött, az első szint belső terének helyreállítása csak 2011. december 4-én fejeződött be, amikor is a Szent Miklós-kápolnát újra felszentelték. 

## Galéria

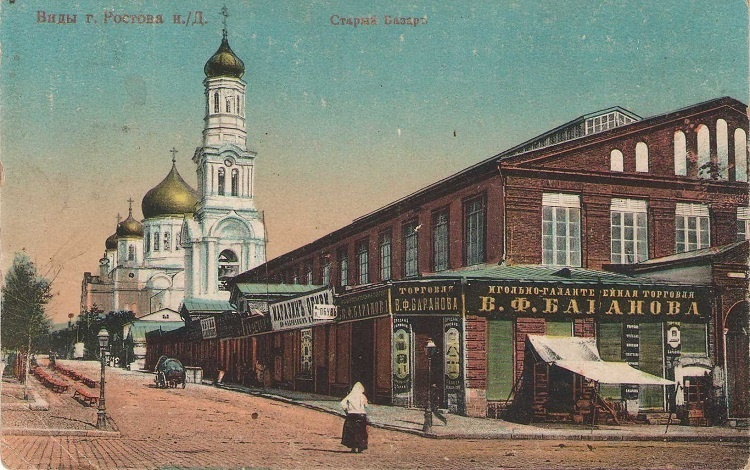
A templom a 20. század elején
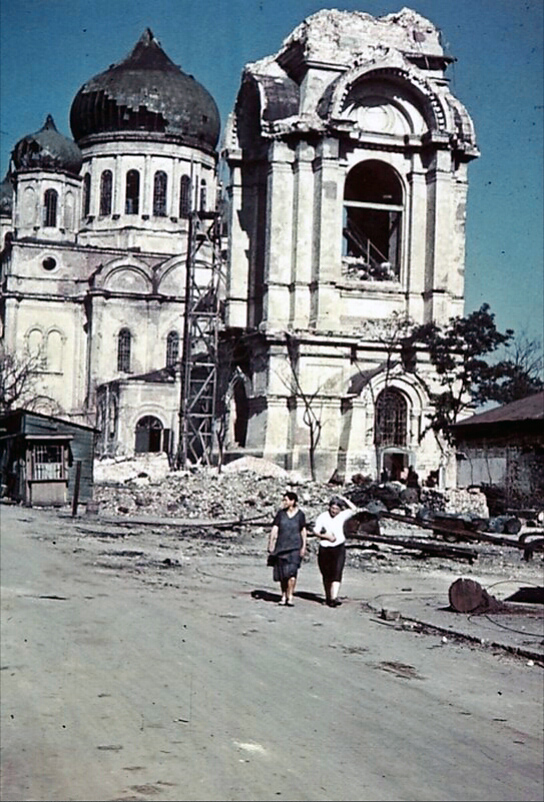
A második világháborús sérülések
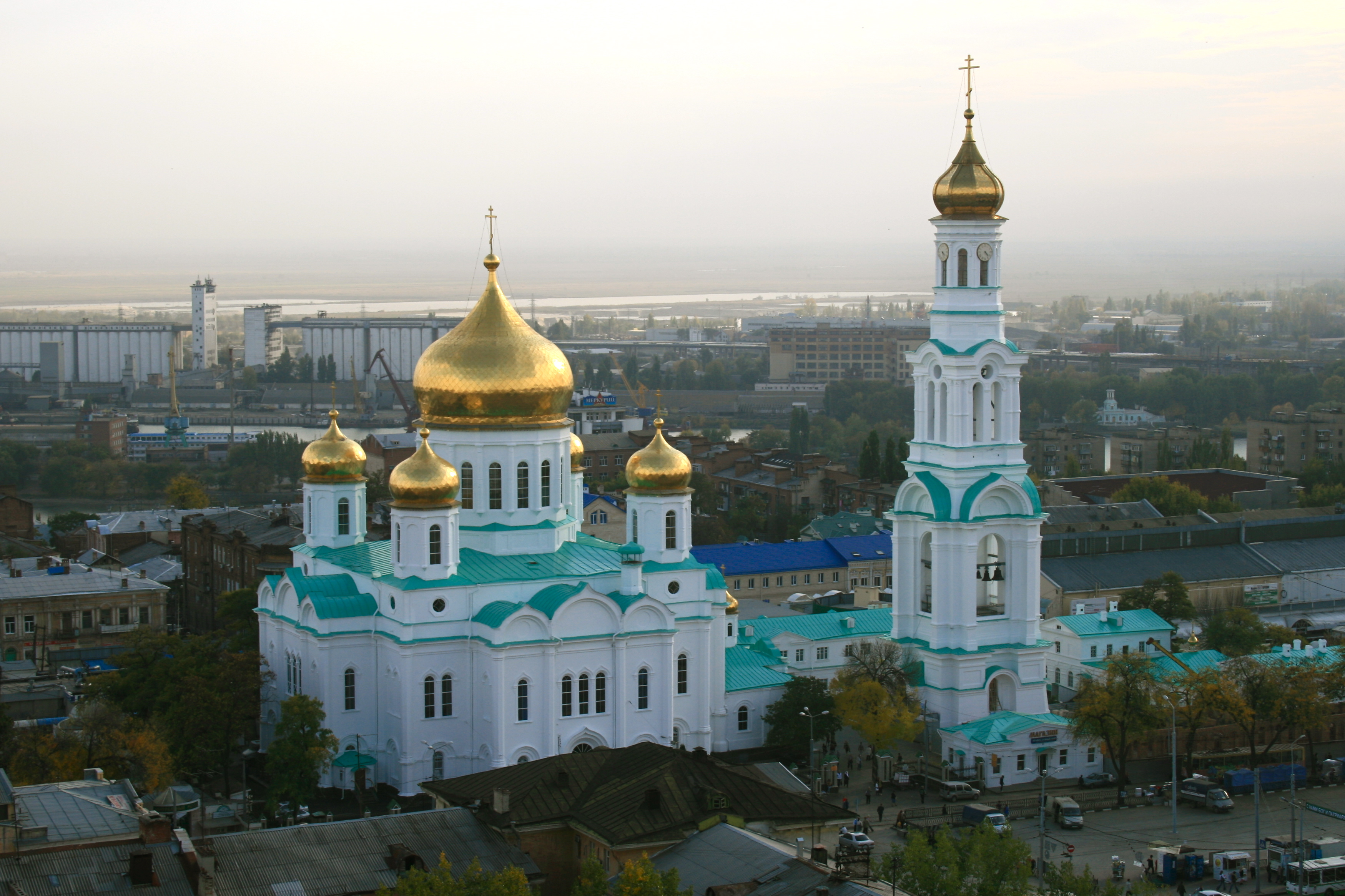
Az épületegyüttes látképe
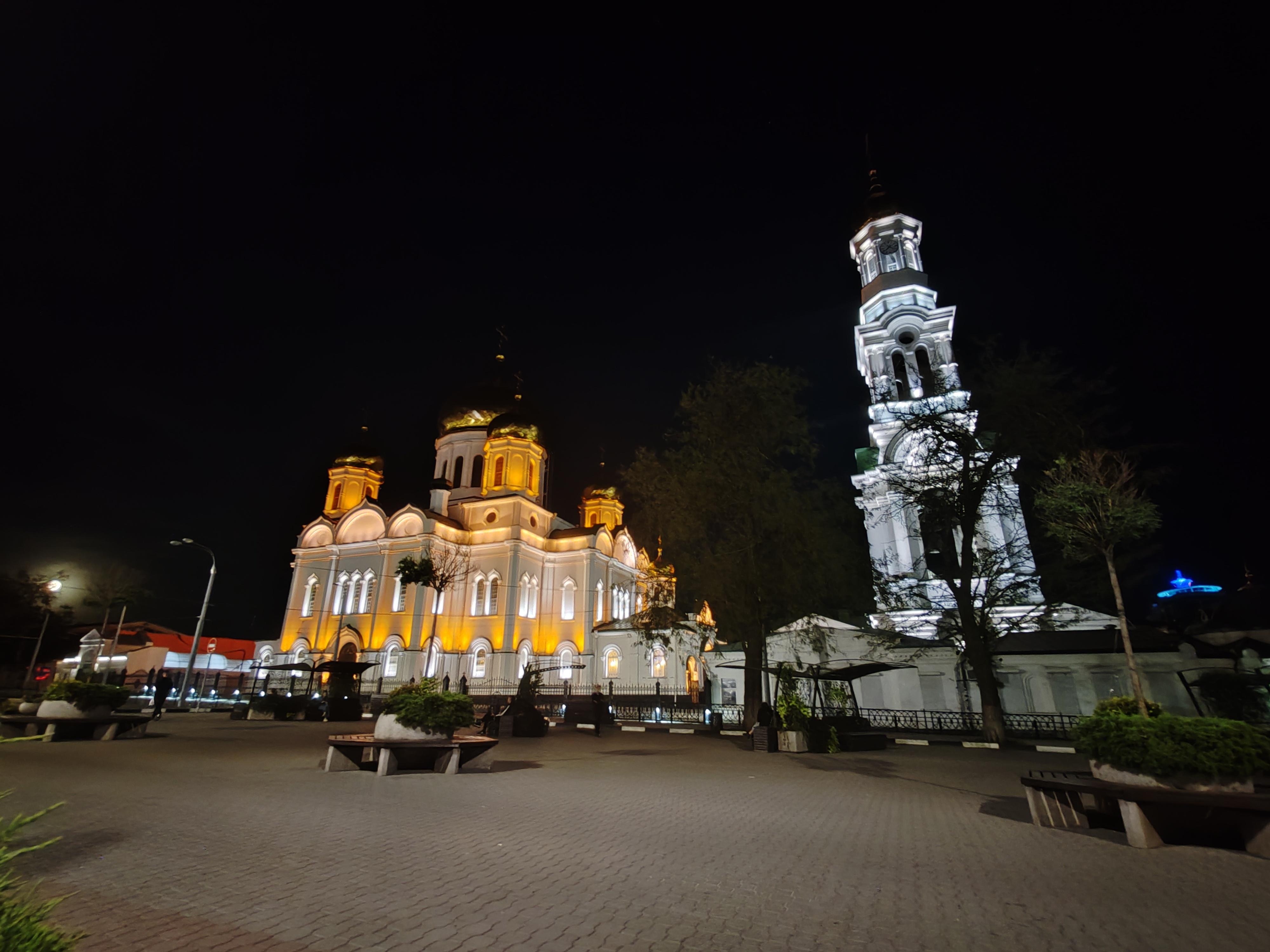
Éjszakai kivilágítással
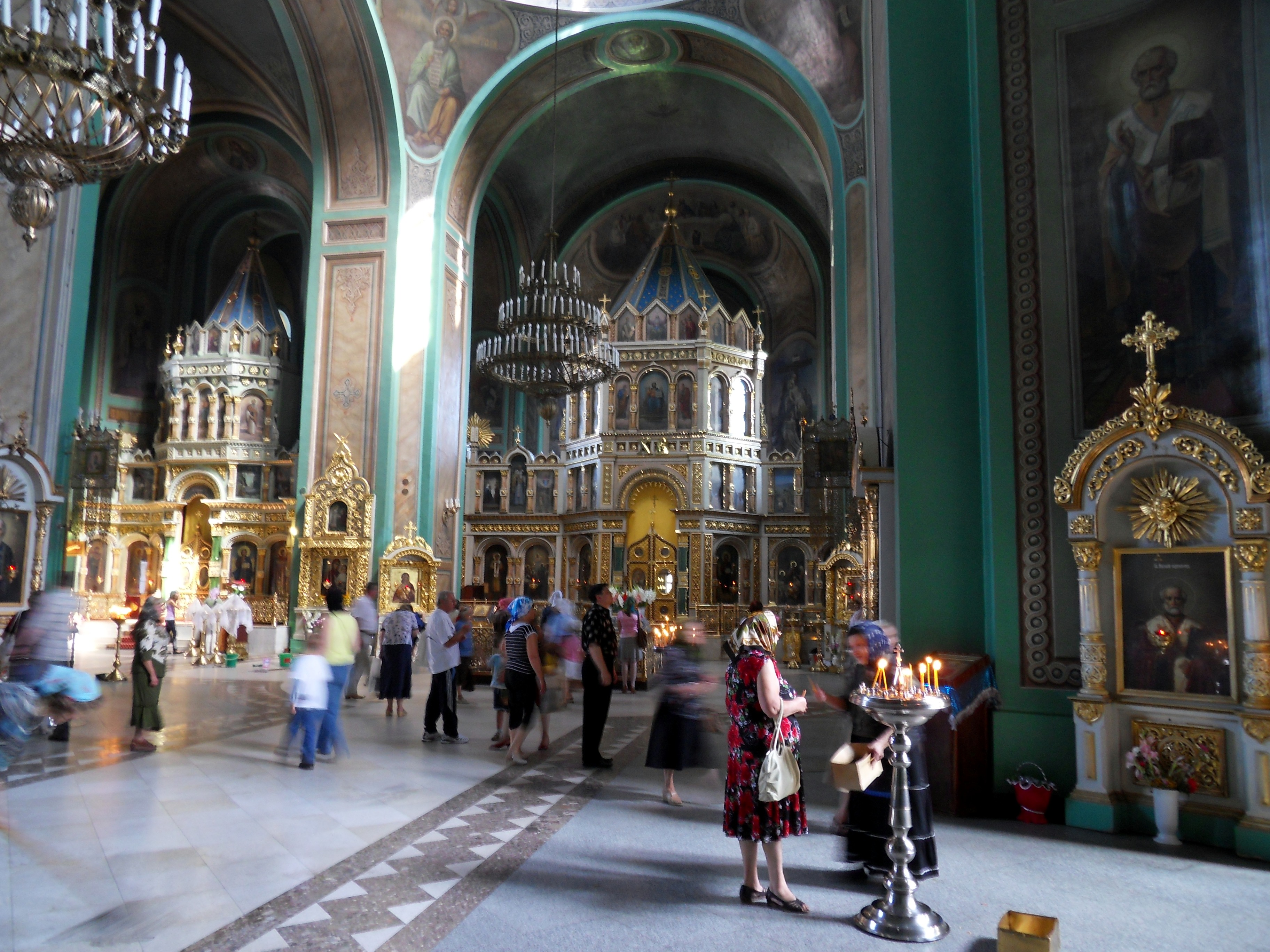
Az átépítés előtti ikonosztáz
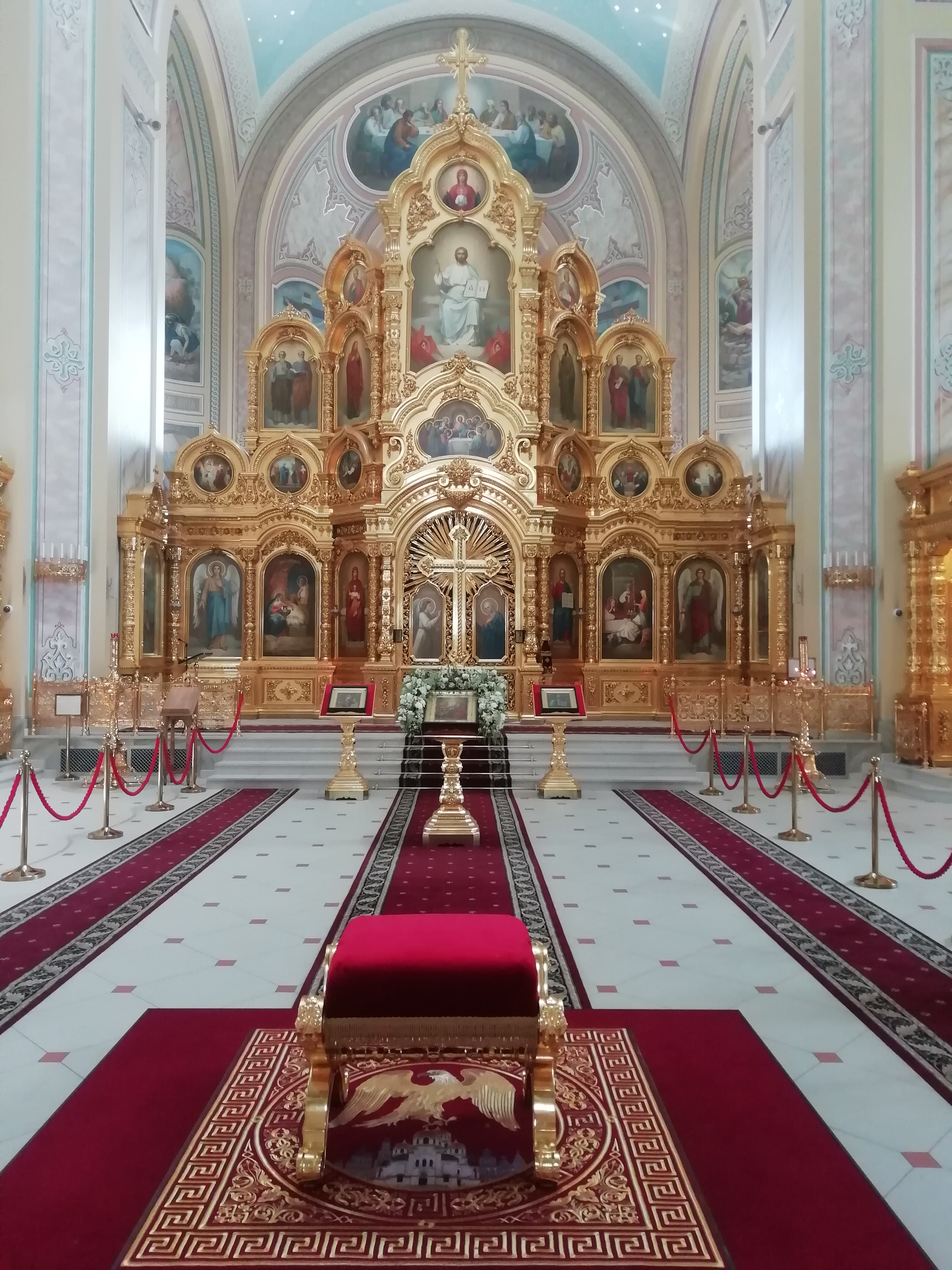
Az új ikonosztáz

## Fordítás
- Ez a szócikk részben vagy egészben  a   Rostov-on-Don Cathedral című angol Wikipédia-szócikk ezen változatának fordításán alapul.  Az eredeti cikk szerkesztőit annak laptörténete sorolja fel. Ez a jelzés csupán a megfogalmazás eredetét és a szerzői jogokat jelzi, nem szolgál a cikkben szereplő információk forrásmegjelöléseként.
- Ez a szócikk részben vagy egészben  a(z)   Собор Рождества Пресвятой Богородицы (Ростов-на-Дону) című orosz Wikipédia-szócikk ezen változatának fordításán alapul.  Az eredeti cikk szerkesztőit annak laptörténete sorolja fel. Ez a jelzés csupán a megfogalmazás eredetét és a szerzői jogokat jelzi, nem szolgál a cikkben szereplő információk forrásmegjelöléseként.